# Аквитанский ярус
| система                                                                          | отдел      | ярус          | Ниж. граница, млн лет |
| -------------------------------------------------------------------------------- | ---------- | ------------- | --------------------- |
| Антропоген                                                                       | Плейстоцен | Гелазский     | 2,58                  |
| Неоген                                                                           | Плиоцен    | Пьяченцский   | 3,600                 |
| Неоген                                                                           | Плиоцен    | Занклский     | 5,333                 |
| Неоген                                                                           | Миоцен     | Мессинский    | 7,246                 |
| Неоген                                                                           | Миоцен     | Тортонский    | 11,63                 |
| Неоген                                                                           | Миоцен     | Серравальский | 13,82                 |
| Неоген                                                                           | Миоцен     | Лангский      | 15,98                 |
| Неоген                                                                           | Миоцен     | Бурдигальский | 20,45                 |
| Неоген                                                                           | Миоцен     | Аквитанский   | 23,04                 |
| Палеоген                                                                         | Олигоцен   | Хаттский      | больше                |
| Деление и золотые гвозди в соответствии с IUGS по состоянию на декабрь 2024 года |            |               |                       |

Аквитанский ярус (аквитан) — нижний ярус миоценового отдела, первого в неогеновой системе. Соответствующий ему аквитанский век (первый век миоценовой эпохи и неогенового периода) длился от 23,03 до 20,44 млн лет назад. Для данного века были характерны сухой климат и постепенное похолодание.
Названный в честь древнеримской провинции Аквитания, ярус был выделен швейцарским стратиграфом Карлом Майер-Эймаром в 1857 году. Ранее рядом исследователей рассматривался как верхний ярус палеогена.
В Западной Европе состоит главным образом из мелководных морских и солоноватоводных отложений — песчаников, мергелей с окаменелостями двустворок, раковинными известняками.